# Gregorio III di Napoli
Gregorio III di Napoli (... – Napoli, marzo 870) fu co-reggente del ducato di Napoli sotto il padre Sergio I di Napoli dall'850 all'864 e duca di Napoli dall'864 all'870.

## Biografia
Gregorio III di Napoli era il figlio maggiore di Sergio I, che lo associò al trono già nell'850, mentre il fratello minore Atanasio ricevette il vescovato di Napoli, Cesario il comando della flotta, che intervenne contro i musulmani a Gaeta nell'846, e il fratello più giovane Stefano III divenne vescovo di Sorrento. Questa pacifica trasmissione del trono e la spartizione dei poteri tra i fratelli contrastavano con le successioni anarchiche e sanguinose delle vicine principati longobarde. L'imperatore Lotario si avvalse dell'intermediazione di Gregorio III per ristabilire la pace tra il principato di Benevento e quello di Salerno.
Gregorio III inviò un esercito di 7.000 uomini, comandato dal fratello Cesario, all'assalto del principato di Capua, governato dal vecchio Landone. I napoletani furono duramente sconfitti l'8 maggio 859 da Landone II di Capua, e Cesario fu catturato con 800 dei suoi uomini e inviato a Capua. Il vescovo Atanasio era un sostenitore dell'alleanza con l'imperatore Ludovico II d'Italia, del quale era familiaris, e del papato. Quando Gregorio III successe al padre nell'864, tentò di mantenere una politica di equilibrio tra l'impero carolingio, il papa, di cui divenne legato, e l'impero bizantino.
Sebbene accompagnasse il re d'Italia nelle sue campagne contro Capua, Salerno e Amalfi, nel 867 rinnovò la vassallità del suo ducato nei confronti dell'imperatore greco Basilio I. Gregorio III, come suo fratello il vescovo e il loro padre prima di loro, fu istruito nelle lettere greche e latine. Verso la metà del decennio 860-870, Gregorio III riuscì a far nominare temporaneamente suo figlio ed erede, Sergio II, come prefetto di Amalfi.
Da una moglie sconosciuta, Gregorio III lasciò tre figli:
- Sergio II;
- Atanasio II, vescovo di Napoli nell'875 e poi duca;
- Giovanni, præfectus nell'865 († dopo l'865).